# Kamerun na Letnich Igrzyskach Olimpijskich 1968
Kamerun na Letnich Igrzyskach Olimpijskich 1968 reprezentowało 5 zawodników. Był to drugi start reprezentacji Kamerunu na letnich igrzyskach olimpijskich. Jedyny medal - srebrny, zdobył bokser Joseph Bessala.

## Zdobyte medale
| Medal  | Zawodnik       | Dyscyplina | Konkurencja     |
| ------ | -------------- | ---------- | --------------- |
| Srebro | Joseph Bessala | Boks       | waga półśrednia |

## Skład kadry

### Boks
Mężczyźni
- Joseph Bessala - waga półśrednia - 2. miejsce
- Antoine Abang - waga średnia - 16. miejsce
- Inoua Bodia - waga lekka - 17. miejsce
- Ernest Dong - waga lekkopółśrednia - 32. miejsce

### Lekkoatletyka
Mężczyźni
- Esau Adenji - 5000 metrów - odpadł w eliminacjach